# Pleso (sjö)
Pleso är en sjö i Tjeckien.   Den ligger i regionen Plzeň, i den sydvästra delen av landet, 130 km sydväst om huvudstaden Prag. Pleso ligger 1 107 meter över havet.  I omgivningarna runt Pleso växer i huvudsak blandskog.